# L'Arcane des épées
Pour les articles homonymes, voir Arcane.
L'Arcane des épées (titre original : Memory, Sorrow, and Thorn) est le nom donné à une série de romans de fantasy de l'écrivain américain Tad Williams.

## Présentation
Simon, orphelin de quatorze ans, travaille en tant que marmiton au Hayholt, actuellement château de Jean Presbytère, Roi d'Osten Ard.
Celui-ci meurt de vieillesse  et se voit remplacé par son fils aîné, Elias ; Simon, quant à lui, est devenu l'apprenti du docteur Morgénès qui lui apprend l'art de l'écriture.
Mais, les temps changent, la paix qu'avait instaurée Jean à son royaume se voit menacée par Ineluki, Roi de l'Orage et Utuk'ku, Reine des Norns dont le but commun est de dévaster l'humanité.
Lorsque Simon découvre Josua Mainmorte, fils cadet de l'ex-roi, emprisonné dans les geôles du Hayholt, sa vie se trouve totalement chamboulée.
En effet, en aidant le prince à s'enfuir, Morgénès succombe aux mains de Pryrates, conseiller d'Elias et Simon se retrouve livré à lui-même, dans l'environnement austère qu'est la vie en dehors des murs du château.
Son seul espoir, atteindre Naglimund (forteresse de Josua) sans se faire attraper par les gardes d'Elias qui lui réserveraient une fin fort cruelle.

## Livres de la série
Initialement publiée en trois tomes, l'édition de poche américaine a scindé le dernier tome en deux volumes. Les éditions françaises ont encore découpé chaque volume en deux. C'est ainsi que les lecteurs français ont découvert cette trilogie en huit volumes :
1. (en) The Dragonbone Chair, 1988Ce roman a été découpé pour la traduction française en deux romans et présenté sous le titre de cycle La Ligue du parchemin
  1. Le Trône du dragon, Rivages, coll. « Fantasy », 1994, trad. Jacques Collin  (ISBN 2-86930-823-X)
  2. Le Roi de l'orage, Rivages, coll. « Fantasy », 1995, trad. Jacques Collin  (ISBN 2-86930-930-9)
2. (en) Stone of Farewell, 1990Ce roman a été découpé pour la traduction française en deux romans et présenté sous le titre de cycle La Route des rêves
  1.  La Maison de l'ancêtre, Rivages, coll. « Fantasy », 1996, trad. Jacques Collin  (ISBN 2-7436-0102-7)
  2. La Pierre de l'adieu, Rivages, coll. « Fantasy », 1997, trad. Jacques Collin  (ISBN 2-7436-0279-1)
3. (en) To Green Angel Tower, 1993Ce roman a été découpé pour la traduction française en quatre romans et présenté sous le titre de cycle La Citadelle assiégée
  1.  Le Livre du nécromant, Rivages, coll. « Fantasy », 1998, trad. Jacques Collin  (ISBN 2-7436-0408-5)
  2. Le Cri de Camaris, Rivages, coll. « Fantasy », 1999, trad. Jacques Collin  (ISBN 2-7436-0509-X)
  3. L'Ombre de la roue, Rivages, coll. « Fantasy », 1999, trad. Jacques Collin  (ISBN 2-7436-0562-6)
  4. La Tour de l'ange vert, Rivages, coll. « Fantasy », 2000, trad. Jacques Collin  (ISBN 2-7436-0663-0)